# 中村希明
中村 希明（なかむら まれあき、1932年3月16日-2000年7月）は福岡県生れの医師。アルコール症治療専門医として知られている。

## 来歴
慶応義塾大学大学院医学研究科を卒業。専攻は精神医学。国立久里浜病院、川崎市立精神保健センター所長を経て、明治大学法学部心理学講師、川崎市麻生保健所所長、川崎市立井田病院精神科部長、エルステ社会精神医学研究所所長を務める。

## 著書
- 『怪談の科学―幻覚の心理を探る』（1979年、講談社）
- 『新・アルコール症読本―敗北のカルテに学ぶ』（1980年、講談社）
- 『アルコール症治療読本―断酒会とＡ・Ａの治療メカニズム』（1982年、星和書店）
- 『怪談の科学―幽霊はなぜ現れる』（1988年、講談社：ブルーバックス）
- 『怪談の科学〈PART2〉たたりじゃあ～』（1989年、講談社：ブルーバックス）
- 『犯罪の心理学―なぜ、こんな事件が起こるのか』（1990年、講談社：ブルーバックス）
- 『酒飲みの心理学―楽しい酒、上手な酒の飲み方』（1990年、講談社：ブルーバックス）
- 『心理学おもしろ入門―科学としての心理学の世界』(1991年、講談社：ブルーバックス)
- 『霊感・霊能の心理学』（1993年、朝日新聞社：朝日文庫）
- 『薬物依存―ドラッグでつづる文化風俗史』（1993年、講談社：ブルーバックス）
- 『人はなぜ酒を飲むのか―精神科医の酒飲み診断』（1994年、朝日新聞社：朝日文庫）
- 『怪談の心理学―学校に生まれる怖い話』（1994年、講談社：講談社現代新書）
- 『アルコール依存症を治す―予防・治療・家族の心得Ｑ＆Ａ』（1995年、保健同人社：シリーズ・こころの病気を治す)
- 『現代の犯罪心理―バラバラ事件からカルト集団の犯罪まで』（1995年、講談社：ブルーバックス）